# Joaquín Camps
 Joaquín Camps Cebriá (Valencia, 1935 - Valencia, 25 de septiembre de 2009) fue un pintor español.
Camps, cursó estudios de Dibujo y Pintura en la Escuela de Artesanos de Valencia donde conoció al pintor y pedagogo Manuel Sigüenza que fue posteriormente su maestro, mentor, y amigo personal. Una vez obtenida una sólida preparación, y por sugerencia del maestro Sigüenza terminó sus estudios artísticos en la Real Academia de Bellas Artes de San Carlos.

## Obra
La obra de Camps se enmarca en la condición de heredero del instantismo valenciano, derivación del impresionismo, consistente en pintar del natural y de forma muy rápida para captar el instante. Esta técnica fresca y directa, aprendida de su maestro Sigüenza que a su vez heredó sobre todo de Pinazo, era ejecutada en pequeñas tablillas.
El compositor y crítico de arte Eduardo López-Chávarri en ocasión de una exposición de pintor en la desaparecida galería Prat de Valencia destacó de la obra Camps su “trato elegante y a la vez brioso del color, con una estructuración nada desdeñable, bien valida sobre todo a la hora de poner en pie imágenes de regusto impresionista” de “una blancura y tacto de sus paisajes, del acento vistoso de su cromatismo, de la velada economía de materia.”

## Trayectoria
La obra de Camps se encuentra en las colecciones de diferentes instituciones como el Museo de Bellas Artes de Valencia, la Escuela de Artesanos de Valencia y ha sido expuesta en numerosas galerías de arte como la Bernheim de París, la Modern Art Gallery de Armadale en la School Water Bay de Perth ambas en Australia entre muchas otras.